# Bridget Jones's Baby
Bridget Jones's Baby är en brittisk-amerikansk-fransk romantisk komedifilm från 2016. Det är den tredje filmen baserad på Helen Fieldings romaner om Bridget Jones. Filmen är regisserad av Sharon Maguire, samt skriven av Helen Fielding, Dan Mazer och Emma Thompson. Huvudrollen som Bridget Jones spelas för tredje gången av Renée Zellweger, som i denna film gjorde comeback på vita duken, efter drygt sex års uppehåll.
Inspelningen satte igång i London, den 2 oktober 2015. Den hade biopremiär i Storbritannien, USA och Sverige, den 16 september 2016. Filmen blev en kritisk och kommersiell framgång, med generellt positiva recensioner. Filmen spelade in cirka 212 miljoner dollar mot en budget på 35 miljoner dollar. En uppföljare, Bridget Jones: Mad About the Boy, hade biopremiär den 14 februari 2025.

## Handling
Filmens handling kretsar för tredje gången i rad om den älskvärda singeln Bridget Jones, som upptäcker att hon chockerande nog är gravid, men hon vet inte vem som är pappan till barnet. Kan det vara den reserverade advokaten Mark Darcy, eller den charmige matematikern Jack Qwant? Det hela blir svårt för Bridget, samtidigt som bebisens födsel närmar.

## Rollista (i urval)
| Renée Zellweger   | – Bridget Jones    |
| Colin Firth       | – Mark Darcy       |
| Patrick Dempsey   | – Jack Qwant       |
| Jim Broadbent     | – Colin Jones      |
| Gemma Jones       | – Pamela Jones     |
| Sally Phillips    | – Sharon "Shazzer" |
| James Callis      | – Tom              |
| Shirley Henderson | – Jude             |
| Julian Rhind-Tutt | – Fergus           |
| Ben Willbond      | – Giles            |
| Sarah Solemani    | – Miranda          |
| Neil Pearson      | – Richard Finch    |
| Joanna Scanlan    | – Cathy            |
| Emma Thompson     | – Doktor Rawlings  |
| Celia Imrie       | – Una Alconbury    |
| James Faulkner    | – Farbror Geoffrey |
| Enzo Cilenti      | – Gianni           |
| Jessica Hynes     | – Magda            |
| Dolly Wells       | – Woney            |
| Nick Mohammed     | – Ariyaratna       |
| Patrick Malahide  | – George Wilkins   |
| Tom Rosenthal     | – Josh             |
| Beattie Edmondson | – Laura            |
| Darren Boyd       | – Jeremy           |
| Janet Henfrey     | – Mavis Enderbury  |
| Ed Sheeran        | – Sig själv        |